# Jóm-Tóv Lipmann Heller
Jóm-tóv Lipmann Heller (héberül: יום-טוב ליפמן הלר), (Wallerstein, 1579 – Krakkó, 1654. augusztus 19.) újkori zsidó író.
Rabbiként működött Nikolsburgban, Bécsben és Prágában. Zsidósága miatt sok szenvedésben volt része, amelyet önéletrajzi művében, a Megillat Ébahban ('A gyűlölet krónikája') örökített meg. Hatalmas Misna-kommentárt is készített 1614 és 1617 között Tószafót Jómtób címen, ugyanakkor jelentős matematikus hírében is állt.